# 李曇
李昙（?—?），字云，颍川郡（今河南省禹州市）人，东汉隐士。
李昙少年時為孤兒，继母待他严酷，李昙事奉他更加谨慎，被乡里所称道效法。延熹二年（159年），尚书令陈蕃、仆射胡广等上疏推薦豫章徐稚、彭城姜肱、汝南袁闳、京兆韦著、颍川李昙，說他們德行纯备，能修德励行。漢桓帝以安车征召，李昙沒有應征。在家养亲行道，终身不仕，终于家中。